# Tony Dalton
Tony Dalton, pseudonimo di Álvaro Luis Bernat Dalton (Laredo, 13 febbraio 1975), è un attore statunitense di origini messicane.
È noto soprattutto per aver interpretato dal 2018 al 2022 il ruolo di Lalo Salamanca nella serie televisiva Better Call Saul, spin-off di  Breaking Bad.

## Carriera
Iniziò a studiare recitazione presso il Lee Strasberg Theater Institute di New York, prendendo parte anche a diverse trasposizioni teatrali di romanzi come The Ballad of the Sad Cafe, Qualcuno volò sul nido del cuculo e Un tram che si chiama Desiderio. Nel 2004 prende parte al suo primo film di produzione messicana Matando Cabos, di cui è protagonista e sceneggiatore. 
Nel 2018 raggiunge la notorietà recitando come guest star nel ruolo di Lalo Salamanca nella quarta stagione della serie TV Better Call Saul, per poi entrare a far parte del cast principale a partire dalla stagione successiva.

## Filmografia

### Attore

#### Cinema
- Minotaur, regia di Jonathan Tammuz (1997)
- Scriptfellas, regia di Sanford Bookstaver (1999)
- El camino de las ceibas, regia di Fernando Capetillo Ponce e Gustavo Moheno – cortometraggio (2001)
- Matando Cabos, regia di Alejandro Lozano (2004)
- Volver, volver, regia di Gary Alazraki (2005)
- Mujer alabastrina, regia di Rafael Gutiérrez ed Elisa Salinas (2006)
- Efectos secundarios, regia di Issa López (2006)
- Sultanes del Sur, regia di Alejandro Lozano (2007)
- Violanchelo, regia di Alfonso Pineda Ulloa (2008)
- Amar, regia di Jorge Ramírez Suárez (2009)
- Codicia, regia di Lucía Puenzo – cortometraggio (2009)
- Mano a Mano, regia di Jose Barrera e José Humberto Barrera – cortometraggio (2010)
- El infierno, regia di Luis Estrada (2010)
- Colombiana, regia di Olivier Megaton (2011)
- Amar no es querer, regia di Guillermo Barba (2011)
- La vida precoz y breve de Sabina Rivas, regia di Luis Mandoki (2012)
- La dictadura perfecta, regia di Luis Estrada (2014)
- Las hijas de Abril, regia di Michel Franco (2017)
- La Boda de Valentina, regia di Marco Polo Constandse (2018)
- Mexican Standoff, regia di Antonio Von Hildebrand – cortometraggio (2018)
- Amalgama, regia di Carlos Cuarón (2020)
- Ni tuyo, Ni mía, regia di Sandra Solares (2020)
- Dime lo que Quieres, regia di Bruno Ascenzo (2023)
- Turno Nocturno (2024)

#### Televisione
- Ramona – serial TV (2000)
- Mi Destino Eres Tú – serie TV, episodio 1x01 (2000)
- Mujer, casos de la vida real – serie TV, 1 episodio (2001)
- Clase 406 – serial TV, puntate 1x01-2x09 (2002)
- Rebelde – serial TV, puntate 1x01-3x03 (2004-2006)
- Trece miedos – serie TV, episodio 1x03 (2007)
- Los simuladores – serie TV, 31 episodi (2008-2009)
- Capadocia – serie TV, 4 episodi (2008-2010)
- Flor Salvaje – serial TV, puntata 1x01 (2011-2012)
- Sr. Ávila – serie TV, 43 episodi (2013-2018)
- Dueños del paraíso – serie TV, 67 episodi (2015)
- Sense8 – serie TV, episodi 2x01-2x03-2x07 (2016-2017)
- Better Call Saul – serie TV, 17 episodi (2018-2022)
- Hawkeye, regia di Rhys Thomas e Bert & Bertie – miniserie TV, 6 puntate (2021)
- Daredevil - Rinascita (Daredevil: Born Again) - serie TV, 2 episodi (2025)
- The Last of Us – serie TV, episodio 2x06 (2025)

### Produttore
- No te equivoques – serie TV (2001)
- Sr. Ávila – serie TV, episodio 4x01 (2018)
- Mexican Standoff, regia di Antonio Von Hildebrand – cortometraggio (2018)

### Regista
- Sr. Ávila – serie TV, episodio 4x02 (2018)

## Doppiatori italiani
Nelle versioni in italiano delle opere in cui ha recitato, Tony Dalton è stato doppiato da:
- Andrea Lavagnino in Hawkeye, Better Call Saul (st. 6), Daredevil - Rinascita
- Loris Loddi in Better Call Saul (st. 4-5)
- Stefano Thermes in The Last of Us